# Des Moines Menace
Il Des Moines Menace è una società calcistica statunitense fondata nel 1994 e che milita nella USL League Two.
Sede delle gare interne del Menace è il Valley Stadium di Des Moines (Iowa).
Questo club è riuscito a vincere la PDL nel 2005, avendo battuto in finale gli El Paso Patriots.
Il Des Moines Menace vanta anche una delle medie-spettatori più alte di tutta la PDL.

## Stadio
Inizialmente i Menace giocavano i match casalinghi nel campo di calcio della Dowling Catholic High School di Des Moines. Si trattava di uno stadio privo di impianto di illuminazione e tribune, così il club decise di spostarsi al Cara McGrane Stadium, sempre a Des Moines.
Nella stagione 2004 la media di spettatori al Cara McGrane Stadium è stata di oltre 4.000 presenze, così il club ha cominciato a pensare di edificare un proprio stadio.
Alla fine i piani per la costruzione di un nuovo impianto sono naufragati, così i Menace hanno scelto di giocare al Waukee Stadium di Waukee (Iowa) per le stagioni dal 2005 al 2007, mentre nel 2008 si sono spostati al Valley Stadium di Des Moines.

## Allenatori
- Blair Reid (1994)
- Blair Reid e Doug Mello (1995)
- Blair Reid (1996-1997)
- Al Driscoll (1998-2000)
- Laurie Calloway (2001-2002)
- Greg Petersen (2003)
- Marc Grune (2004)
- Casey Mann (2005-2009)
- Laurie Calloway (2009-2012)
- Mike Jeffries (2013-2014)
- Mike Matkovich (2015-2016)
- John Pascarella (2017)
- Alen Marcina (2018)
- Mark McKeever (2019-2021)
- Dean Johnson (2022-)

## Risultati anno per anno
| Anno    | Divisione | League               | Regular Season            | Playoff                   | Open Cup                  |
| ------- | --------- | -------------------- | ------------------------- | ------------------------- | ------------------------- |
| 1994    | N/A       | USISL                | 7° Midwest                | Non qualificato           | Non entrato               |
| 1995    | N/A       | USISL Premier League | 3° Central                | 4°                        | Non qualificato           |
| 1996    | 4         | USISL Premier League | 5° CENTRAL Southern       | Semifinale di Divisione   | Non qualificato           |
| 1996/97 | N/A       | I-League (indoor)    | N/A (calendario limitato) | N/A (calendario limitato) | N/A (calendario limitato) |
| 1997    | 4         | USISL PDSL           | 3° Central                | Quarti di finale          | Non qualificato           |
| 1998    | 4         | USISL PDSL           | 2° Central                | 3°                        | Non qualificato           |
| 1999    | 4         | USL PDL              | 4° Heartland              | Non qualificato           | Non qualificato           |
| 2000    | 4         | USL PDL              | 3° Heartland              | Non qualificato           | Non qualificato           |
| 2001    | 4         | USL PDL              | 2° Heartland              | Non qualificato           | Non qualificato           |
| 2002    | 4         | USL PDL              | 1° Heartland              | Semifinale di Conference  | 2º turno                  |
| 2003    | 4         | USL PDL              | 2° Heartland              | Semifinale di Conference  | 1º turno                  |
| 2004    | 4         | USL PDL              | 3° Heartland              | Non qualificato           | Non qualificato           |
| 2005    | 4         | USL PDL              | 2° Heartland              | Campione                  | 4º turno                  |
| 2006    | 4         | USL PDL              | 2° Heartland              | Semifinale di Conference  | 3º turno                  |
| 2007    | 4         | USL PDL              | 4° Heartland              | Non qualificato           | Non qualificato           |

## Palmarès

### Competizioni nazionali
- USL League Two: 2

2005, 2021